# Charles Rigoulot

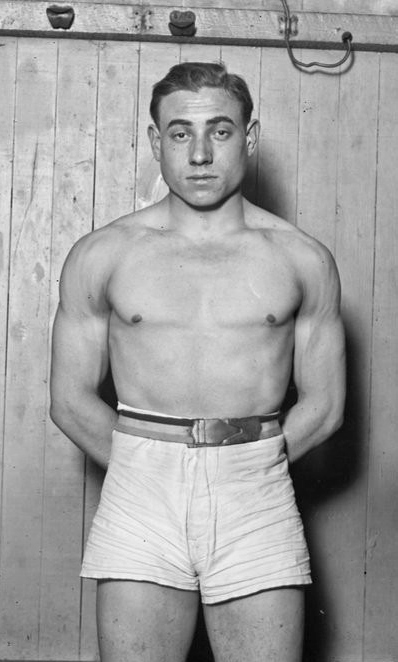
Charles Rigoulot, 1923

Charles Jean Rigoulot (* 3. November 1903 in Le Vésinet; † 22. August 1962 in Paris) war ein französischer Gewichtheber, Kraftmensch, Autorennfahrer und Profi-Ringer.

## Werdegang als Gewichtheber und Ringer
Bei den fünf Olympischen Sommerspielen, die von 1920 bis 1936 stattfanden, gewannen französische Gewichtheber neun Goldmedaillen. Sie waren damit mit Abstand die erfolgreichste Nation der Welt. Der berühmteste Olympiasieger davon war Charles Rigoulot. Rigoulot begann 1922 mit dem Gewichtheben, nachdem er vorher als Jugendlicher Leichtathletik betrieben und Fußball gespielt hatte. Binnen kürzester Zeit entwickelte er sich zum Weltklasse-Athleten. Er wog damals bei einer Größe von 1,73 m ca. 81 kg. Seine Laufbahn als Amateur-Gewichtheber dauerte nur drei Jahre, brachte ihm aber bei den Sommerspielen 1924 in Paris den Olympiasieg im Halbschwergewicht. Von 1925 bis 1933 war er als Gewichtheber Profi und zeigte in dieser Sportart herausragende Leistungen. Ab 1936 betätigte er sich ca. 15 Jahre lang als Profi-Ringer (Catcher) und stand dabei mit unzähligen Athleten im Ring. Als begeisterter Rennfahrer nahm er in Frankreich an mehreren Autorennen teil und wirkte in Nebenrollen als Schauspieler in einigen Kinofilmen mit.
In Frankreich ist Rigoulot unvergessen. Zahlreiche Sporthallen und Sportplätze tragen seinen Namen.

## Autorennfahrer
Charles Rigoulot bestritt von 1934 bis 1937 auch einige Automobilrennen und siegte dabei in mehreren Rennen. Unter anderem war er 1937 beim 24-Stunden-Rennen von Le Mans am Start.

## Statistik

### Laufbahn als Gewichtheber (Amateur)
(OS = Olympische Spiele, FK = Fünfkampf, Hs = Halbschwergewicht)
- 1923, 1. Platz im Championat von Paris, Hs, FK, mit 395 kg mit folgenden Einzelleistungen:
  - 60 kg, einarmiges Reißen, links,
  - 70 kg, einarmiges Reißen, rechts,
  - 65 kg, beidarmiges Drücken,
  - 90 kg, beidarmiges Reißen,
  - 110 kg, beidarmiges Stoßen
- 1923, 1. Platz, Championat von Frankreich, Hs, FK, u. a. mit folgenden Leistungen:
  - 100 kg, beidarmiges Reißen,
  - 130 kg, beidarmiges Stoßen
- 1924, 2. Platz, Championat von Frankreich (keine Einzelheiten bekannt)
- 1924, Goldmedaille, OS in Paris, Hs, FK, mit 502,5 kg, vor Fritz Hünenberger, Schweiz, 490 kg und Leopold Friedrich, Österreich, 490 kg. Seine Einzelleistungen waren:
  - 87,5 kg, einarmiges Reißen,
  - 92,5 kg, einarmiges Stoßen,
  - 85 kg, beidarmiges Drücken,
  - 102,5 kg, beidarmiges Reißen,
  - 135 kg, beidarmiges Stoßen
- 1925 stellte Rigoulot als Amateur noch folgende Weltrekorde auf:
  - 101 kg, im einarmigen Reißen, rechts,
  - 161,5 kg, im beidarmigen Stoßen

### Laufbahn als Gewichtheber (Profi)
Als Profi-Gewichtheber startete Charles Rigoulot von 1925 bis 1933. Er trat dabei zu Herausforderungskämpfen gegen andere Gewichtheber an oder zeigte in Schau-Vorführungen in Zirkussen, in Varietes oder bei Sportwettkämpfen der Amateure sein Können. Er zeigte dabei vor allem im Reißen und Stoßen Leistungen, die die Leistungen der besten Amateure jener Zeit (Josef Straßberger, Sayed Nosseir, Jaroslav Skobla, Josef Manger) weit übertrafen.
Noch im ersten Jahr seiner Profi-Karriere bestritt er im Cirque d’Hiver in Paris eine Herausforderung gegen Ernest Cadine, Frankreich, den Olympiasieger im Gewichtheben der Halbschwergewichtsklasse von 1920. Es wurde ein 10-Kampf ausgetragen, den Rigoulot, der inzwischen 98 kg wog, gegen den 91 kg schweren Cadine mit 1.082,0 kg : 1.077,5 kg gewann. Innerhalb dieses Wettkampfes erreichte Rigoulot u. a. im beidarmigen Reißen 120,5 kg und im beidarmigen Stoßen 156 kg.
1926 siegte er in Marseille in einem Zehnkampf gegen den Luxemburger Joseph Alzin, der 1920 bei den Olympischen Spielen im Gewichtheben die Silbermedaille im Schwergewicht gewonnen hatte und zwischenzeitlich 147 kg wog. 1930 nahm er im Cirque Medrano in Paris am Wettkampf der stärksten Männer der Welt teil, verlor dabei jedoch gegen den Kraftakrobaten Milo Barus aus der Tschechoslowakei.
In seiner Profizeit stellte er im Gewichtheben folgende Weltrekorde auf:
(er wog dabei immer zwischen 100 und 110 kg)
im beidarmigen Reißen:
- 126,5 kg, 1925,
- 143 kg, 1931

im beidarmigen Stoßen:
- 153,5 kg, 1925,
- 165,5 kg, 1925,
- 171 kg, 1925,
- 175 kg, 1927,
- 176,5 kg, 1927,
- 179,5 kg, 1928,
- 180,5 kg, 1928,
- 182,5 kg, 1929

Im Jahr 1929 stieß er auch die an eine Stange montierten Eisenbahnräder (Apollon’s Wheels) des französischen Kraft-Artisten Apollon (Louis Uni), die 166 kg (366 lbs) wogen. Die Schwierigkeit beim Heben dieses Gewichtes war der dicke Durchmesser der Stange, der ein vollständiges Umfassen mit der Hand unmöglich machte und außergewöhnliche Fingerkraft verlangte. Nach Rigoulot schafften es erst wieder John Davis (Gewichtheber) im Jahre 1950 und Norbert Schemansky im Jahr 1954 diese Räder zu stoßen.

### Laufbahn als Profi-Ringer (Catcher)
Nach 1935 wechselte Charles Rigoulot zu den „Catchern“, die sich damals in Frankreich großer Beliebtheit erfreuten und großen Zuspruch hatten. Er kämpfte ca. 15 Jahre lang in diesem Metier.
Einige seiner bekanntesten Gegner waren dabei:
- Henri Deglane, Olympiasieger 1924 im Ringen, Schwergewicht,
- Dan Koloff, berühmter bulgarischer Meisterringer und
- Ernest Cadine, sein Gegner von 1925 im Gewichtheben, der inzwischen ebenfalls erfolgreicher Catcher geworden war.

### Le-Mans-Ergebnisse
| Jahr | Team                  | Fahrzeug          | Teamkollege           | Platzierung | Ausfallgrund |
| ---- | --------------------- | ----------------- | --------------------- | ----------- | ------------ |
| 1937 | Yves Giraud-Cabantous | Chenard & Walcker | Yves Giraud-Cabantous | Ausfall     | Unfall       |